# Benedict Wells
Pour les articles homonymes, voir Wells.
Benedict Wells, né Benedict von Schirach, le 29 février 1984 à Munich, est un romancier germano-suisse.

## Biographie
Benedict Wells grandit en Bavière. À l'âge de six ans, il est envoyé dans un internat d'État après la séparation de ses parents, l'un étant tombé malade et l'autre ayant des problèmes financiers. Il a passé toute sa scolarité dans des foyers et des internats. Après avoir obtenu son diplôme de fin d'études secondaires en 2003, il décide de ne pas aller à l'université mais de s'installer à Berlin pour se consacrer à l'écriture. Il gagne sa vie en faisant des petits boulots, tandis que ses manuscrits sont rejetés par les éditeurs et les agences pendant des années.
Son premier roman, Becks letzter Sommer (Le Dernier Été), a été publié en 2008 et a été largement salué et décrit par Die Zeit comme « le nouvel auteur le plus intéressant de l'année », avant d'être adapté au cinéma en 2015, avec Christian Ulmen dans le rôle principal. Entre-temps, son troisième roman Fast genial (Presque génial) a connu un premier grand succès en Allemagne en 2011 et est devenu un best-seller.
Le quatrième roman de Wells, Vom Ende der Einsamkeit (La Fin de la solitude), un drame familial, a été publié en février 2016. Wells y a travaillé pendant sept ans. Le roman est resté sur la liste des best-sellers allemands pendant plus de 80 semaines et a reçu entre autres le prix de littérature de l'Union européenne.
Son cinquième roman, Hard Land, a été publié en février 2021 et est immédiatement devenu un best-seller numéro 1 en Allemagne. Il se déroule en 1985 dans une petite ville fictive du Missouri. Le roman a remporté le prix allemand de la littérature jeunesse (Deutscher Jugendliteraturpreis). Il a été comparé à L'attrape-cœurs de J. D. Salinger et a également été décrit comme un hommage aux films américains classiques des années 1980 tels que The Breakfast Club et Stand by Me.
Ses livres ont été traduits en 38 langues et se sont vendus à plus d'un million d'exemplaires dans le monde.

## Famille
Né von Schirach, Benedict est un membre de la famille noble Schirach. Il est le frère de la philosophe et écrivaine Ariadne von Schirach, un cousin de l'auteur Ferdinand von Schirach , le fils du sinologue Richard von Schirach et un petit-fils du leader de la jeunesse nazi et criminel de guerre Baldur von Schirach. Wells a légalement changé son nom de famille à l'âge de 19 ans, car il voulait se distancier de son histoire familiale, qu'il condamne. Ses antécédents familiaux ne sont devenus connus du public qu'après le succès de son troisième roman. Le nom Wells a été inspiré par le personnage d'Homer Wells dans le roman de John Irving, The Cider House Rules.

## Prix littéraires
- 2008 : Bayerischer Kunstförderpreis pour Becks letzter Sommer
- 2016 : Prix de littérature de l'Union européenne pour Vom Ende der Einsamkeit
- 2016 : Prix du livre de la "Stiftung Ravensburger Verlag" pour Vom Ende der Einsamkeit
- 2016 : Livre préféré des librairies indépendantes 2016 pour Vom Ende der Einsamkeit
- 2018 : Prix de littérature Euregio pour Vom Ende der Einsamkeit
- 2021 : Livre préféré des Suisse alémanique pour Hard Land
- 2022 : Prix allemand de la littérature jeunesse pour Hard Land

## Œuvre
- (de) Becks letzter Sommer, Zurich, Diogenes (de), 2008 (ISBN 978-3-257-06676-0, présentation en ligne).
- (de) Spinner, Zurich, Diogenes, 2009 (ISBN 978-3-257-06717-0, présentation en ligne).
- (de) Fast genial, Zürich, Diogenes, 2011 (ISBN 978-3-257-06789-7, présentation en ligne).
- (de) Vom Ende der Einsamkeit, Zurich, Diogenes, 2016 (ISBN 978-3-257-06958-7, présentation en ligne).
- (de) Die Wahrheit über das Lügen: Zehn Geschichten aus zehn Jahren, Zurich, Diogenes, 2018 (ISBN 978-3-257-07030-9, présentation en ligne).
- (de) Hard Land, Zurich, Diogenes, 2021 (ISBN 978-3-257-07148-1, présentation en ligne).

### Adaptations cinématographique
- 2015 : Becks letzter Sommer de Frieder Wittich (de)